# Chiesa di Sant'Andrea (Bracca)
La chiesa di Sant'Andrea  è il più importante luogo di culto cattolico di Bracca in provincia e diocesi di Bergamo; fa parte del vicariato di Selvino-Serina

## Storia
La chiesa di Bracca esisteva probabilmente già dai primi decenni dell'anno 1000, quando il paese aveva preso una certa consistenza demografica.
La prima notizia documentata di questo edificio è nel 1299 quando venne rogato un atto "sotto il portico della chiesa di Sant'Andrea di Bracca alla presenza del prete di Costa Serina Bendiadeo". 
La famosa Nota essclesiarum civitati et episcopatus Bergomi del 1360 voluta da Bernabò Visconti che elenca le chiese e i monasteri presenti sul territorio bergamasco, per averne una conoscenza delle rendite e quindi delle tasse da imporre, cita una chiesa dedicata al santo apostolo sul territorio del comune di Bracca. La chiesa risulta fosse sotto la pieve di Dossena con quelle di Costa di Serina e Sanbusita, smembrata poi nel  1408 con atto del 3 agosto, e intitolata a parrocchia nel 1464 dal vescovo Giovanni Barozzi. Gli atti di separazione della chiesa da quella di Dossena furono redatti dai notai Giovanni Redazzi e Giovanni della Piazza. Una copia di questi fu riscritta dal notaio Pietro Luigi Tiraboschi da Zambla, del 23 febbraio 1789 conservata presso l'archivio parrocchiale.. La chiesa fu poi consacrata il 13 agosto 1509.
Gli atti della visita pastorale del vescovo Pietro Lippomano, descrivono la chiesa corredata da undici altari e dotata della sagrestia: Ecclesia pulchra cum pulcherrima sacrestia cum undecim algtarinus. In maiori icona cum figuris ligneis deauratis aliquantulum antiqua sed pulcra. In alto vero altari a parte dextera Chistus confius in cruce cum matre et Joanne cun aliis ornamentis ex auro, In tertio vero altari icona visitationis cum multis alis fiuris ligneis deauratis. In quarto alia icona pulcherrima cum imagine Virginis antiqua pictura tota deaurata. In quinto alia icona Sancti Petri martiris cum multis aliis figuris auro ornatis, In parte vero sinistra ecclesie in primo icona Sancti Georgii deaurata. In sesto Sancti Bernardini cun aliis figuris deauratis Reliqua vero, altaria cum iconis et imaginibus convenientibus ad ornatun altaris.. Da questo documento si deduce che la chiesa fosse ornata da molte ancone lignee di cui non vi è più alcune presenza.
La visita pastorale di san Carlo Borromeo del 1575, conferma la descrizione fatta dal Lippomano, citando la presenza sull'altare maggiore di una Iconam magnam inauratam. Del 6 agosto 1699 la visita del vescovo Luigi Ruzzini, indica la presenza di una ancona lignea, da lui attribuita ad un perito pittore raffigurante centrale sant'Andrea attorniato da altri santi. Presumibilmente fece riferimento al lavoro firmato O Borzone in Genova 1631.
Un ulteriore inventario dei decori dell'aula è conservato presso l'Archivio di Stato di Milano datato 23 aprile 1789 e cita La Tavola del Coro, che raffigura in alto li SS. Andrea, Pietro e Rocco, e sotto Rocco Sebastiano, Gio. Battista e Paolo, con appiedi due puttini di mirabile gusto è di Giacomo Palma il Giovane. Al medesimo artista viene attribuita la pala della Visitazione. L'inventario cita anche la presenza di alcune tavole dipinte, lavori di Bartolomeo Vivarini, confermato dalla biografia dell'artista che indica la realizzazione di due tavole intitolate a san Sebastiano e san Rocco che furono vendute ad un privato. Il contratto di vendita è conservato presso l'archivio parrocchiale..
La chiesa venne riedificata in stile neoclassico su progetto di Angelo Cattò tra il 1857 e il 1866, e subito dopo fu costruita la torre campanaria.
L'edificio di culto fu nuovamente consacrato nel 1872 dal vescovo Pietro Luigi Speranza. Nel XX secolo furono eseguiti restauri all'interno con nuovi decori, passando sotto la vicaria di Zogno.

## Descrizione

### Esterno
La chiesa, con l'abside rivolta a nord, è posta davanti a un ampio sagrato, raggiungibile da una gradinata.
La facciata si presenta tripartita da quattro lesene poste sopra un'alta zoccolatura, terminanti con capitelli ionici che sorreggono la trabeazione e il timpano triangolare. La parte centrale, più sfondata ospita il portale con contorno in pietra, mentre la parte superiore è posizionato un affresco raffigurante Cristo benedicente. Questa termina con una grande apertura ad arco atta a illuminare l'aula.

### Interno
L'interno che era originariamente in stile godico lombardo con quattro navate, dopo la ricostruzione del XVIII secolo è a croce latina a un'unica navata con il presbiterio accessibile da tre gradini molto più stretto della navata, corredato dal coro a  pianta semicircolare.
Sopra il presbitero troneggia un grande crocifisso ligneo quattro-cinquecentesco già citato nella relazione della visita pastorale del vescovo Pietro Lippomano nel 1535.

Sull'altare del Rosario vi è la statua lignea raffigurante la  Madonna realizzata dalla bottega fantoniana di Rovetta, mentre sull'altare intitolato alla Visitazione vi è la pala raffigurante il medesimo soggetto, lavoro di Giovanni Battista Paggi, sormontato da una lunetta di difficile lettura ma che fu attribuita ai Santacroce già nella visita pastorale del vescovo Bernareggi.
Nella parrocchiale sono custoditi anche alcuni affreschi del XV-XVI secolo provenienti da vecchie case private.
La parrocchia custodisce anche preziosi cimeli religiosi, come il calice d'argento opera di Pandolfo Lorenzoni da Vertova del 1448. Degni di nota sono anche due banchi antichi attribuiti al Caniana o addirittura a Fra Damiano Zambelli.